# ماردن، کنت
ماردن (به انگلیسی: Marden) یک روستا و محله مدنی در بریتانیا است که در Maidstone واقع شده‌است. ماردن ۳٬۷۲۴ نفر جمعیت دارد.